# Vitreorana parvula
Vitreorana parvula е вид жаба от семейство Centrolenidae.

## Разпространение
Видът е разпространен в Бразилия.